# La Licorne
La Licorne ("L'unicorn") o Cahiers de la Licorne/Cuadernos de la Licorne era una revista literària fundada per la poetessa uruguaiana Susana Soca, que va produir tres edicions a França en la primavera de 1947, tardor 1948 i hivern de 1948.
Una publicació inspirada en ella fou Entregas de la Licorne, editada a Montevideo en 1953 per Ángel Rama.